# Acridotheres grandis
El miná grande (Acridotheres grandis) es una especie de ave paseriforme de la familia Sturnidae. Se encuentra en el noreste de la India y el sureste de Asia.